# Nova Hreblea, Berejanî
Nova Hreblea (în ucraineană Нова Гребля) este un sat în comuna Rîbnîkî din raionul Berejanî, regiunea Ternopil, Ucraina.

## Demografie
Componența lingvistică a localității Nova Hreblea
     Ucraineană (100%)
Conform recensământului din 2001, toată populația localității Nova Hreblea era vorbitoare de ucraineană (100%).